# Bay St. Louis
Bay St. Louis is een plaats (city) in de Amerikaanse staat Mississippi, en valt bestuurlijk gezien onder Hancock County.

## Demografie
Bij de volkstelling in 2000 werd het aantal inwoners vastgesteld op 8209.

## Geografie
Volgens het United States Census Bureau beslaat de plaats een oppervlakte van
43,6 km², waarvan 15,8 km² land en 27,8 km² water.

## Plaatsen in de nabije omgeving
De onderstaande figuur toont nabijgelegen plaatsen in een straal van 20 km rond Bay St. Louis.